# Heraldos del Evangelio
Los Heraldos del Evangelio, también conocidos en algunos lugares como Caballeros de la Virgen (en latín Evangelii Præcones, cuya sigla es E.P.), es una asociación privada internacional de fieles de derecho pontificio de la Iglesia católica. Fue fundada en Brasil por monseñor João Scognamiglio Clá Dias, reconocida por la Santa Sede el 22 de febrero de 2001 por el papa Juan Pablo II y confirmada definitivamente en sus estatutos y ordo de costumbres por Benedicto XVI.
Pertenece al ámbito del tradicionalismo en el ámbito eclesiástico y a la derecha en el ámbito político.
Según sus propios datos, cuenta con más de cuatro mil miembros (mayoritariamente jóvenes) de vida común y están presentes en 50 países distribuidos del siguiente modo: África (8), Asia (6), Europa (13), Norteamérica y Centroamérica (12), Oceanía (1), Sudamérica (10). Las familias comprometidas en obras de evangelización son cerca de 40 000.[cita requerida]
Esta asociación dio origen a otras dos más, una clerical, la Sociedad Clerical de Vida Apostólica Virgo Flos Carmeli, y otra de hermanas religiosas, la Sociedad de Vida Apostólica Regina Virginum, ambas de Derecho Pontificio; así como la Fundación Misericordia, de ayuda a los más necesitados. 
Presente en 78 países, la asociación de los Heraldos del Evangelio tiene su casa principal, la Basílica de Nuestra Señora del Rosario o "Monte Tabor", en las proximidades de la Sierra de Cantareira, entre las ciudades de Caieiras y Mairiporã, en la región metropolitana de São Paulo, y el conjunto de edificios anexo, construidos con la ayuda de donaciones, que ocupa un área de 107 km² de bosque en un terreno donado por el propietario de un extinto club hípico. La casa principal también alberga un seminario donde los estudiantes aprenden italiano, inglés, español, hebreo y griego, así como cursos de filosofía y teología basados en el pensamiento de Tomás de Aquino, así como ciencias de la religión y canto gregoriano.

## Historia
Sus orígenes provienen del pensador brasileño Plinio Corrêa de Oliveira (1908-1995), fundador de la asociación ultraconservadora y tradicionalista Tradición, Familia y Propiedad, del cual monseñor João Clá Dias fue su secretario personal durante 40 años y en quien se inspiró para fundar los Heraldos del Evangelio después de su fallecimiento en 1995.
Los Heraldos fueron fundados por monseñor João Scognamiglio Clá Dias el 21 de septiembre de 1999, pero su aprobación y reconocimiento por parte de la Iglesia Católica ocurrió el 22 de febrero de 2001, a través del Papa Juan Pablo II, y en 2009 fue elevada a la categoría de sociedad de vida apostólica por el Papa Benedicto XVI. Además de ser el fundador, monseñor Clá Dias fungió como superior general de los Heraldos desde su fundación hasta junio de 2017, cuando, a los 77 años, renunció al cargo.
Dos años antes de fundar la asociación, en agosto de 1997, Clá Dias había creado la Asociación Cultural Nuestra Señora de Fátima (ACNSF), que es considerada precursora de los Heraldos, y cuya propuesta es la difusión del mensaje mariano de Fátima, considerada contrarrevolucionaria.

## Características

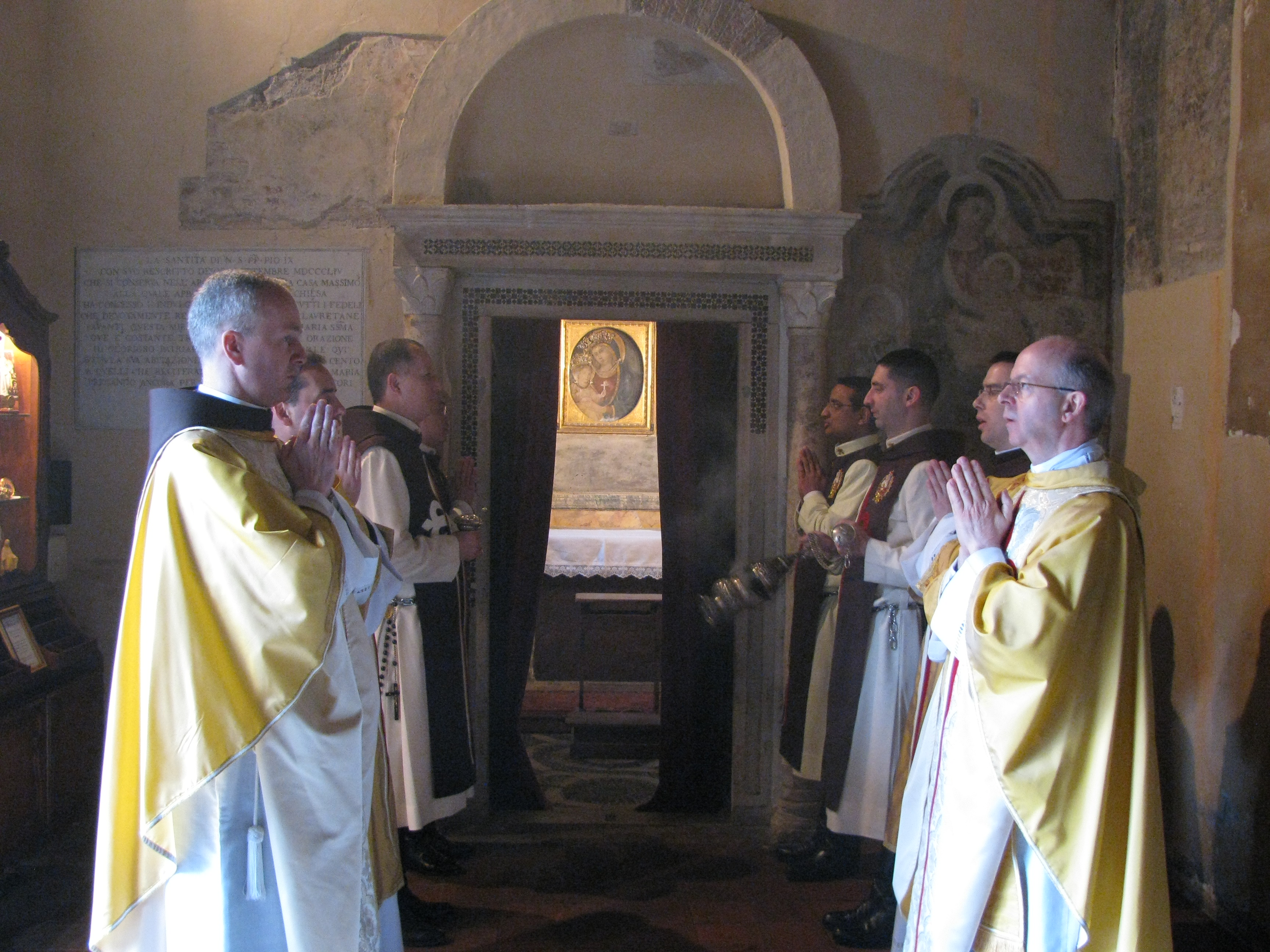
Heraldos del Evangelio en la Iglesia de San Benedetto in Piscinula, en Roma

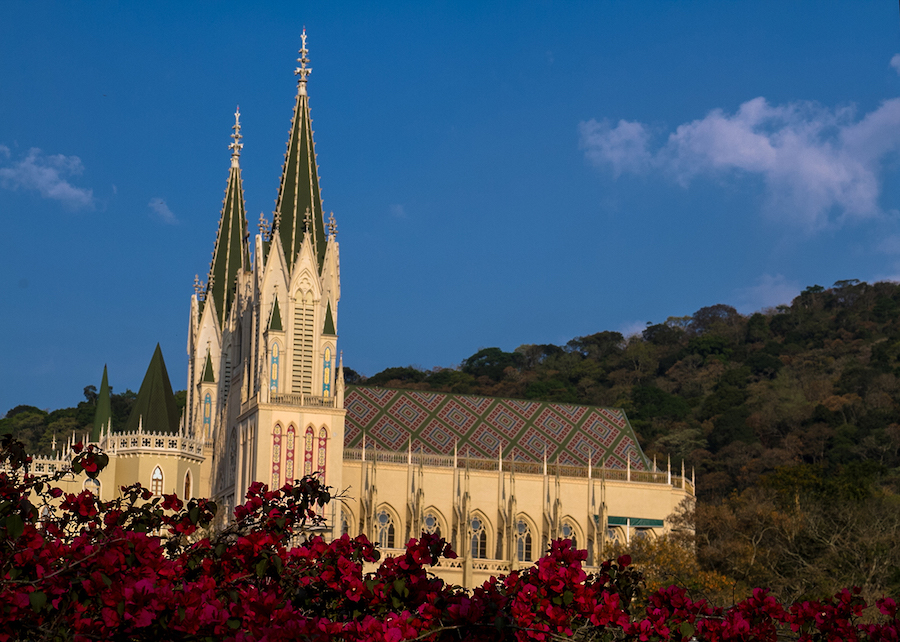
Basílica de Nuestra Señora del Rosario, en Caieiras, Brasil

Sus miembros de vida consagrada practican el celibato y se dedican al apostolado, viviendo en casas destinadas específicamente para hombres o para mujeres separadamente, que alternan la vida de recogimiento, estudio y oración, con actividades de evangelización en las diócesis y parroquias donde se encuentran, haciendo especial énfasis en la formación de la juventud. Esta congregación católica se caracteriza por su carisma específico, entre éste, el de solemnizar ceremonias litúrgicas, además de utilizar medios de evangelización como la música, el teatro, el arte, y diversas obras de apostolado como visitas a los hogares, formación de familias y jóvenes, catequesis, obras de misericordia, etc. 
El hábito (vestimenta) de esta asociación es otra característica peculiar. Calzados con botas de color negro para la orden masculina y color vino para la orden femenina, usan túnicas hasta la altura de las rodillas de colores diferenciados según la edad y el nivel de formación, encima del cual se revisten del escapulario marrón y la cruz de Santiago en la parte delantera, con forma y colores adaptados por la propia Asociación de fieles. Se ciñen de una cadena cromada a la cintura (simbolizando su consagración como esclavos de amor a Jesús por María, según el método de San Luis María Grignion de Monfort), de la cual cuelga, al lado derecho, un gran rosario de madera oscura. Al lado derecho del pecho, sujeto al escapulario, usan el escudo de la Asociación, y a la altura del cuello, colocadas en la túnica, las llaves pontificias, símbolo de amor al Papado.
Los Heraldos tienen varias similitudes con órdenes de caballería medievales, como los caballeros templarios, los caballeros teutones, entre otras, similitudes que van desde sus reglas internas como los votos de castidad, pobreza, devoción altruista y una vida monástica rígida y disciplinada, hasta el derecho a responder directamente ante el Papa, concedido por decreto del propio Vaticano, además de poder ordenar a sus propios sacerdotes y construir sus propias iglesias.

## Organización
La autoridad suprema de los Heraldos es la Asamblea General, que elige al Consejo General que asiste al presidente de la asociación. También cuenta con consejos regionales que administran los asociados en los distintos países en los que opera. Además de la organización interna, cuenta con colaboradores y miembros de honor, que son personas y familias que participan activamente, ya sea contribuyendo a la asociación o utilizando sus enseñanzas y celebraciones.

### Órdenes
Su estructura se compone de tres órdenes:
- Orden I: hombres consagrados que se dedican por entero a la Iglesia católica y a la propia entidad;
- Orden II: mujeres consagradas que se dedican por entero a la Iglesia católica y a la propia entidad;
- Orden III: hombres o mujeres, que se dedican a los ideales de la entidad en sus círculos laborales, familiares y sociales.

### Consagración
Los Heraldos son consagrados a Jesucristo por medio de Nuestra Señora, según el método descrito por San Luis María Grignion de Montfort en su Tratado de la verdadera devoción a la Santísima Virgen.

### Virgo Flos Carmeli
La Sociedad de Vida Apostólica Virgo Flos Carmeli está constituida por miembros de los Heraldos del Evangelio con vocación sacerdotal, después de decenas de años de vida comunitaria, estudio y mucha dedicación, para emprender mejor la actividad de evangelización, como se puede leer en el artículo 3 de sus estatutos:
La Sociedad nace como expresión del carisma de la Asociación Heraldos del Evangelio, con la especificidad de la vocación sacerdotal, manifestando la voluntad de actuar en comunión de métodos y objetivos con la citada asociación, y procurando particularmente que los fieles que se sienten atraídos por este carisma tengan una asistencia ministerial, especialmente los que viven en comunidad (PC 10).
En 2005, fueron ordenados los primeros 15 sacerdotes de la sociedad, procedentes de diferentes países, en una celebración realizada por el cardenal arzobispo de São Paulo, monseñor Cláudio Hummes. La sociedad Virgo Flos Carmeli, así como su rama femenina Regina Virginum, fueron elevadas a Sociedad de Vida Apostólica por decreto del Vaticano el 26 de abril de 2009.
Para el año 2011, la Sociedad Virgo Flos Carmeli contaba con 83 sacerdotes, 34 diáconos y 483 miembros permanentes.

### Símbolos
En su medallón figuran los tres símbolos principales de los Heraldos: las llaves de San Pedro (que simbolizan al Papa), María Santísima y la Santísima Eucaristía. En la cintura, una cadena de hierro representa el fortísimo vínculo de cada heraldo con María, hasta el punto de que se les llama "Esclavos de Jesús por María". De esta cadena pende el Rosario, recomendado a menudo por María en sus apariciones.
Los miembros de los heraldos, tanto hombres como mujeres, visten uniformes de estilo militar medieval, con una túnica beige, adornada con el diseño de la cruz de Santiago, botas de caña larga y un rosario alrededor de la cintura.

### Iglesias

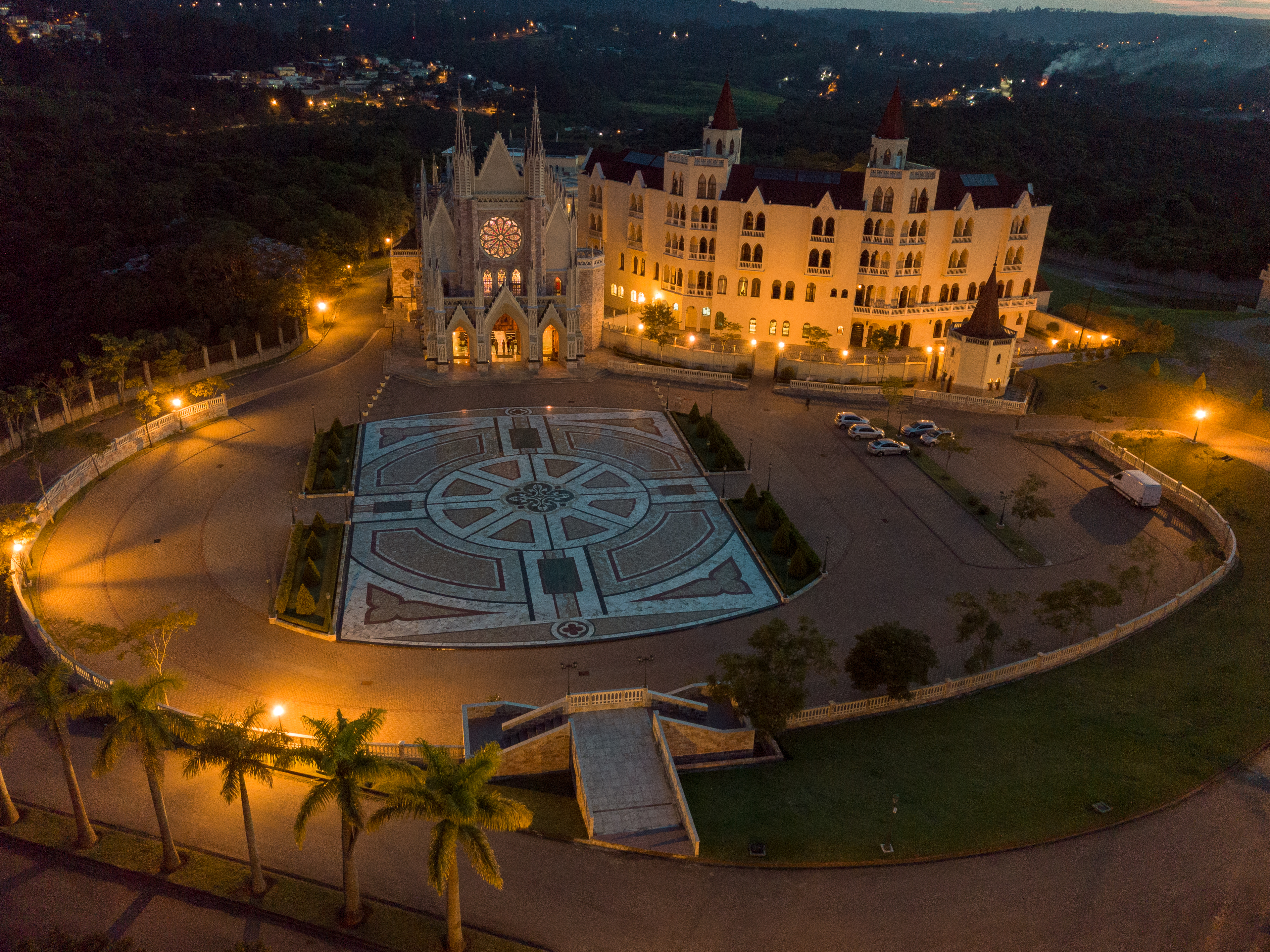
Basílica Menor de Nuestra Señora del Rosario de Fátima, en Embu das Artes, Brasil.

Los Heraldos del Evangelio tienen dos iglesias principales, elevadas a la categoría de basílicas: La Basílica de Nuestra Señora del Rosario, inaugurada el 24 de febrero de 2008, en la Sierra de Cantareira, en el municipio de Caieiras, y la Basílica de Nuestra Señora del Rosario de Fátima, en Embu das Artes, elevada el 31 de mayo de 2014 por el Vaticano a la categoría de Basílica Menor.
El 31 de mayo de 2003, la iglesia de San Benedetto in Piscinula, situada en Roma, fue transferida al cuidado de los Heraldos por la Diócesis de Roma.
El 31 de marzo de 2008, la Iglesia de Nuestra Señora de la Encarnación ubicada en Lima, Perú, fue entregada al cuidado de los Heraldos.
El 14 de septiembre de 2009, los Heraldos iniciaron la construcción de la Iglesia de Nuestra Señora de Fátima en la ciudad de Tocancipá, a 25 km de Bogotá, Colombia.
El 15 de diciembre de 2018 se inauguró solemnemente la Iglesia de Nuestra Señora del Buen Consejo en la ciudad de Ypacaraí, a 44 km de Asunción, Paraguay.

## Medios de comunicación
Gaudium Press es una agencia de noticias de los Heraldos que busca ser un instrumento de evangelización y para ello cuenta con periodistas en varios lugares de América Latina y del mundo. Cuenta con versiones en español y portugués. 
TV Arautos, por internet, es también otro medio con el que cuentan para la difusión de la fe, además de utilizar las redes sociales con el mismo objetivo.

## Controversias

### Investigación del Vaticano
En 2017, el Vaticano instituyó una Visita Apostólica a los Heraldos bajo la dirección de la Congregación para los Institutos de Vida Consagrada y las Sociedades de Vida Apostólica. El 12 de junio de 2017, monseñor João Clá dejó el cargo de superior general, pero siguió siendo "padre" de los Heraldos. La visita encontró "deficiencias en el estilo de gobierno, en la vida de los miembros del Consejo, en la pastoral vocacional, en la formación de nuevas vocaciones, en la administración, en la gestión de las obras y en la recaudación de fondos." El 28 de septiembre de 2019, el Papa Francisco nombró al Cardenal Raymundo Damasceno Assis como Comisario Pontificio para tratar con los Heraldos. Sin embargo, el 19 de octubre, los Heraldos declararon que no reconocían la legalidad de la institución del Comisario.
Un elemento de esta investigación fue un vídeo presentado por el periodista italiano Andrea Tornielli, director editorial del Dicasterio para la Comunicación, en un artículo publicado en el periódico italiano La Stampa, que mostraba a varios miembros de los Heraldos del Evangelio escuchando la descripción de un "exorcismo". En el vídeo, un sacerdote que está de pie junto al fundador lee en voz alta varias afirmaciones hechas supuestamente por un demonio durante un exorcismo, afirmando que "el Vaticano es mío," y prediciendo la muerte del Papa Francisco, causando las risas de algunos de los miembros del grupo, entre ellos Clá Dias. Los Heraldos emitieron un comunicado de aclaración que afirmaba que se trataba de un vídeo antiguo y que la filtración se había producido de manera inapropiada pues el vídeo estaba destinado a los estudios teológicos. Aclaraba, además, que todas las medidas apropiadas se habían tomado de acuerdo con el Derecho Canónico y a la luz de la teología católica.

### Acusaciones de maltrato físico y psicológico
En octubre de 2019, se abrió una investigación del Ministerio Público de Brasil, promovida por exmiembros descontentos de la ciudad de Caieiras, en la región metropolitana de São Paulo, después de que se divulgaran vídeos de supuestos exorcismos y de João Clá, fundador de la Asociación, agrediendo a niños. Las denuncias incluyen abusos psicológicos, humillaciones, acoso sexual y violaciones. El Ministerio Público constató que a los adolescentes no se les permite tener teléfonos móviles personales y que todos utilizan un único dispositivo, pero solo para enviar mensajes por WhatsApp y que son visibles para todos, lo que, según los expertos, es una violación del derecho a la intimidad de los jóvenes. Para llamar a sus familias, tienen que utilizar teléfonos fijos. Los peritos tampoco encontraron libros de historia de Brasil, literatura nacional o libros de texto, sino solo viejas enciclopedias y libros escritos por João Clá. Para el diputado, el Estatuto para la Niñez y Adolescencia no es respetado por los Heraldos. Antiguas internas también denunciaron supuestos casos de alejamiento de sus familias, abusos sexuales, violaciones, racismo y utilización de adolescentes para recaudar dinero en las calles, sin embargo, la Policía Civil del Estado de São Paulo concluyó que no hay pruebas de materialidad en los cargos de violación.
El 29 de octubre, la Orden de Abogados del Brasil seccional São Paulo (OAB-SP) creó un grupo de trabajo para dar seguimiento a las denuncias. Paralelamente, el Consejo de Defensa de los Derechos de la Persona Humana (Condepe), de la Secretaría de Justicia y Defensa de la Ciudadanía del Estado de São Paulo, anunció que entregaría a la Defensoría Pública un expediente con todas las acusaciones.
Reportajes publicados por el portal Metrópoles, la revista Veja, la emisora de radio CBN,[40] la revista IstoÉ, el programa de televisión Fantástico y el noticiero de televisión SBT Brasil ya habían mostrado las mismas denuncias de abusos físicos y psicológicos descritos en la investigación del Ministerio Público. El 27 de octubre, Fantástico (del canal TV Globo) programó una entrevista en una iglesia dentro del castillo de la Asociación en Caieiras. Sin embargo, el representante de los Heraldos, el padre Alex Brito, no quiso escuchar las preguntas del reportero y exigió una grabación con internos que no fueron citados en el reportaje y que no son objeto de ninguna denuncia. A la salida, el equipo del programa fue acosado e insultado por seguidores de la asociación y un hombre llegó a lanzar un puñetazo al automóvil de los reporteros.
En declaraciones a Fantástico, tres representantes de los Heraldos del Evangelio repudiaron todas las acusaciones y dijeron que el sistema de enseñanza que utilizan en los colegios sigue lo determinado por el Ministerio de Educación. También afirmaron ser víctimas de persecución religiosa.
El 12 de abril de 2022, la primera instancia de la Justicia de São Paulo determinó que todos los niños y adolescentes que estudiaran en internados administrados por este grupo conservador católico debían regresar a sus hogares para el 1 de julio, tras denuncias de humillaciones, tortura, acoso y violación. Sin embargo, el 4 de mayo de 2022, el Tribunal de Justicia del estado de São Paulo consideró que no había pruebas suficientes en el proceso y anuló el veredicto de primera instancia.
Igualmente en 2022, la Defensoría Pública del Estado promovió una acción pública contra el Instituto Educativo Heraldos del Evangelio y la Asociación Privada Internacional de Fieles de Derecho Pontificio Heraldos del Evangelio. Ambas eran acusadas de supuestas violaciones a los derechos de niños y adolescentes en sus colegios y casas de hospedaje. Las acusaciones incluían privación de la vida familiar, aislamiento, y estandarización y despersonalización de los estudiantes. Sin embargo, el 23 de julio de 2024, el Tribunal de Justicia del estado de São Paulo extinguió el proceso, fallando a favor de los Heraldos del Evangelio.